# Melaine Olodo
Melaine Olodo (Bembèrèkè, 6 gennaio 2003) è una cestista beninese.
Ala-centro di 182 cm, ha giocato in Serie A1 con Ragusa.